# Con Walsh
Con Walsh (eigentlich Cornelius E. Walsh; * 24. April 1881; † 1942) war ein kanadischer Leichtathlet irischer Herkunft, der in den Jahren um 1910 als Hammerwerfer aktiv war. Über ihn ist Folgendes überliefert:
- Zweimalige Teilnahme am All Ireland Caelic Football Finale für Cork
- Gewinn der Bronzemedaille mit einer Leistung von 48,51 m hinter den Amerikanern John Flanagan (Gold mit 51,93 m) und Matt McGrath (Silber mit 51,18 m) bei den Olympischen Sommerspielen 1908 in London
- Gewinn der AAU-Meisterschaft im Jahr 1911 mit 54,11 m

Über sein weiteres Schicksal ist nichts mit Sicherheit bekannt. Man vermutet, dass er in die USA emigrierte und sich in Seattle niederließ, wo er als Polizist arbeitete. 